# Мембранна тканина
Мембранна тканина — тканина на основі штучних мембран. Використовується у виробництві водовідштовхуючого одягу та взуття.

## Загальний опис
За будовою розрізняють безпорові, пористі та комбіновані мембранні тканини.
Характерною особливістю пористої та комбінованої мембранної тканини є те, що крапельна вода ззовні не може проникнути через неї, оскільки краплі значно більші за розміром ніж пори мембрани. Водночас водяна пара легко проникає крізь пори, оскільки молекули води значно менші за краплини води. Це забезпечує водонепроникність тканини та так звані «дихаючі властивості» виробу зсередини та вологовідштовхуючі — ззовні.
Показники, які характеризують мембрани — це водонепроникність та паропроникність (дихаючі властивості). Тканини з базовим рівнем водонепроникних та паропроникних властивостей мають показники приблизно 5.000 мм та 5.000 г/м2/24 год., водонепроникність і паропроникність мембранних тканин високого рівня сягає 20.000 мм та а 20.000 г/м2/24 год.
Найбільш поширеним варіантом носіння одягу із мембранних тканин є американська система ECWCS. Вона передбачає використання декількох шарів:
- базовий — використовується завжди
- утеплювальний — використовується при зниженні температури
- вітро- та вологозахисний — використовується при опадах і сильному вітрі[1].

## Догляд

### Прання
Одяг з мембранних тканин можна прати без попереднього замочування при температурі 30-40С, без викручування. Але при цьому необхідно враховувати, що при машинному пранні вироби можуть деформуватися, блискавки і застібки зламатися, а мембрана відшаруватися і зруйнуватися. Тому обов'язково звертайте увагу на рекомендації ярликів виробника.
Для прання необхідно використовувати професійні пральні засоби по догляду за мембраною, або рідкими засобами без активних речовин. Звичайний порошок пошкоджує структуру мембрани. Після прання одяг необхідно ретельно прополоскати, щоб не залишалося частинок мийного засобу.

### Сушіння
Рекомендується сушка при кімнатній температурі в розпрямленому вигляді і бажано в горизонтальному положенні. Категорично забороняється сушити мембранні матеріали на батареях, обігрівачах, в сушильних машинах, поблизу відкритого вогню, під прямими променями. Ультрафіолетові промені шкідливі для мокрого текстилю.

### Відновлення
При погіршенні водовідштовхуючих властивостей матеріалу їх потрібно час від часу просочувати. Для цього підійдуть різні спеціальні аерозолі або рідини для прання. Просочувати необхідно тільки чисті речі, після прання або очищення. Використання аерозолів і рідин для просочення може привести до незначної зміни кольору одягу.

### Прасування
У жодному випадку не можна прасувати мембранні вироби. Оскільки це теж спричиняє руйнування мембранного шару.

### Зберігання
Вироби з мембранних тканин необхідно зберігати чистими. Не можна зберігати вироби разом з сильно-пахнучими речами. Наприклад, з одягом, що пахне нафталіном. Забороняється зберігання в сирому, непросушеному стані і в стислому вигляді.

## Зноски
1. ↑  Новости - Исчерпывающая инструкция по слоям одежды. militarka.com.ua. Архів оригіналу за 26 березня 2020. Процитовано 26 березня 2020.
2. 1 2 3 4 5  https://pro.gorgany.com/yak-doglyadaty-za-odyagom-z-vodostijkoyu-membranoyu-porady-ekspertiv Особливості догляду за мембранним одягом. Процитовано 19 березня 2019.